# Ляшко Іван Мартинович
Іван Мартинович Ляшко (26 вересня 1882, село Вознесенка Олександрівського повіту Катеринославської губернії, тепер у складі міста Запоріжжя — ?) — український радянський державний діяч, в.о. голови Запорізької міської ради.

## Життєпис
Народився у селянській родині. До 1894 року навчався у народній школі.
У 1894—1898 роках — розсильний волосного правління та інспектури училищної ради. У 1900—1914 роках — учень ливарника, робітник-ливарник заводу Коппа у місті Олександрівську.
У 1915—1918 роках — солдат російської імператорської армії, учасник Першої світової війни.
У 1918 році — робітник-ливарник заводу Коппа у місті Олександрівську. У 1919—1921 роках — голова заводського комітету (завкому) Олександрівського заводу «Комунар» (заводу № 3).
З вересня 1921 року — член Запорізького губернського виконавчого комітету.
15 жовтня 1921 — 27 лютого 1925 року — заступник голови Запорізької міської ради.
16 травня — 14 листопада 1922, 21 грудня 1922 — 7 листопада 1923, 1924 — 27 лютого 1925 — виконувач обов'язків голови Запорізької міської ради. 
У період голоду 1921—1923 років виконував обов'язки голови Запорізького міськдопомголоду та голови міського комітету «АРА». 1 червня 1924 — 1 лютого 1925 року — уповноважений Укрнархарч по місту Запоріжжю.
У лютому 1925 — 15 травня 1926 року — голова Запорізького окружного комітету допомоги хворо-пораненим та демобілізованим червоноармійцям та їх родинам; завідувач відділу соціального забезпечення Запорізького окружного виконкому, інспектор соцзабезу.
У 1927—1928 роках — завідувач їдальні Дніпробуду.
У 1928—1929 роках — ливарник Запорізького заводу «Комунар».
Член ВКП(б) з 1929 року.
У 1929—1937 роках — бригадир із заливки ливарного цеху № 3, помічник начальника ливарного цеху, начальник відділу праці, у 1937—1938 роках — начальник адміністративно-господарського відділу, у 1938—1939 роках — помічник директора з господарської частини Запорізького заводу «Комунар». З 1939 року — заступник директора Запорізького заводу «Комунар».
Подальша доля невідома.